# Pedro Ferreira
Pedro Ferreira (Coimbra, 13 de Março de 1970) é um violinista e compositor português.

## Carreira
Pedro Ferreira começou a estudar violino aos 6 anos em Portugal no Conservatorio Regional de Coimbra com Dario Peixoto, violinista Português, membro da Orquestra Sinfonica do Porto. Em 1985 prosseguiu os seus estudos em Danbury, Connecticut EUA com Cathy Dorn. Em 1988 entrou na universidade Western Connecticut State University onde estudou até 1989. Em 1989 entrou no programa pre-college da Juilliard School na cidade de Nova York (E.U.A.) e mais tarde na Concordia University em Bronxville tambem no estado the Nova York (E.U.A.). Durante os seus estudos, Pedro Ferreira foi aluno de Mara Milkis, Joel Pitchon,Erick Friedman e Isaac Stern Tambem teve master classes com Pinchas Zukerman e Itzhak Perlman.
Pedro Ferreira  é residente permanente nos Estados Unidos. Em 2007 fez a estreia em Coimbra de peças e arranjos para violino e guitarra de varios temas do Fado de Coimbra com o guitarrista Paulo Soares. Foi comparado a Fritz Kreisler pelas revistas Mundo Português e Comunidades USA.

## Discografia
Pedro Ferreira fez as primeiras gravações de repertório de compositores portugueses do Fado de Coimbra com o guitarrista Paulo Soares. 
Em 2005 lançou a sua etiqueta independente Aeminium Records.
- António Vivaldi Le Quattro Stagioni (As Quatro Estações)
- Beethoven Sonata No.5, Opus 24 "Spring Sonatas"
- Coleção de peças do Fado de Coimbra gravadas ao violino com o guitarrista Paulo Soares
- Mozart Sonatas para violino e piano
- Coleção de peças Encore de varios compositores: Massenet, Tchaikovsky, Bach, DeFalla, P. Sarasate, Granados, Astor Piazzolla e outros.
- Bach Sonatas e Partitas para violino
- Wild Flower - CD Crossover com peças do reportório classico, pop, rock, jazz e world music

## Composições
Pedro Ferreira é também compositor e compõe música para violino.
Algumas das peças originais já gravadas inclui: 
- You and Me
- Wild Flower
- Melody

## Livros
Ferreira tem dois livros publicados nos Estados Unidos.
- The Violin Companion
- Violin Scale Book